# Golpe de Estado nas Fiji de 2000
O golpe de Estado nas Fiji de 2000 foi um complicado acontecimento envolvendo um golpe de Estado dos nacionalistas civis i-Taukei (autóctones) contra o governo eleito de Mahendra Chaudhry, um primeiro-ministro de ascendência indiana, em 19 de maio de 2000.
O episódio resultaria na tentativa do presidente Kamisese Mara de assumir a autoridade executiva em 27 de maio, seguida de sua própria renúncia, possivelmente forçada, em 29 de maio. Um governo interino liderado pelo comodoro Frank Bainimarama foi estabelecido. Este último entregou o poder a uma administração interina liderada por Josefa Iloilo como presidente em 13 de julho.

## A derrubada do governo Chaudhry
As eleições parlamentares de maio de 1999 resultaram em uma vitória decisiva para a Coalizão do Povo, um agrupamento multirracial que era dominado predominantemente pelo Partido Trabalhista, mas que também incluía três outros partidos apoiados. Mahendra Chaudhry tornou-se o primeiro primeiro-ministro de ascendência indiana do país.
O resultado da eleição e a subsequente nomeação de Chaudhry como primeiro-ministro irritaram os nacionalistas i-Taukei da linha dura. As insinuações de seu governo sobre uma reforma agrária causaram mais alarme. Quando um grupo liderado por George Speight, um empresário que havia sido declarado falido após o cancelamento de vários contratos pelo governo Chaudhry, entrou nos prédios do Parlamento em 19 de maio de 2000, elementos descontentes da população i-Taukei se juntaram a ele. Por 56 dias, o primeiro-ministro Chaudhry e a maior parte de seu gabinete, juntamente com muitos parlamentares e seus funcionários, foram mantidos como reféns enquanto Speight tentava negociar com o presidente, Ratu Sir Kamisese Mara, que denunciou o golpe e declarou estado de emergência e com a administração militar que tomou posse em 29 de maio.
Em 26 de maio, quinze soldados e dois oficiais desertaram para os rebeldes e, no dia seguinte, houve troca de tiros. Em um movimento que os especialistas constitucionais descreveram como de constitucionalidade questionável, Mara destituiu o governo das suas funções (por ser "incapaz de agir") prorrogou o Parlamento por seis meses e assumiu a autoridade executiva. Ao fazê-lo, alegou estar seguindo o conselho do presidente da Suprema Corte, Sir Timoci Tuivaga, mas se recusou a revogar a constituição, que Tuivaga também havia aconselhado. Mara admitiu que suas ações estavam no limite da constitucionalidade, mas disse acreditar que elas estavam dentro desse limite e eram necessárias.

## A renúncia do presidente Mara
Dois dias depois, em 29 de maio de 2000, Mara renunciou em circunstâncias controversas. Após ameaças orquestradas à sua vida e à sua família, ele foi evacuado para um navio da Marinha onde uma delegação, incluindo o Comandante das Forças Armadas, Comodoro Frank Bainimarama, o Comissário de Polícia Isikia Savua, o Presidente do Grande Conselho de Chefes e ex-primeiro-ministro Sitiveni Rabuka (que havia instigado dois golpes de Estado em 1987), o seu próprio genro, e Ratu Epeli Ganilau (ex-comandante do Exército) encontraram-se com ele e o pressionaram para revogar a constituição. Ele se recusou e renunciou.
Se a renúncia de Mara foi forçada ou não, permanece (desde 2005) objeto de uma investigação policial.

## O governo militar interino
O comodoro Bainimarama anunciou no rádio e na televisão que havia assumido o governo e declarou a lei marcial às 18h. Ele revogou a constituição em 30 de maio e passou a nomear um governo interino. Inicialmente, nomeou Ratu Epeli Nailatikau (genro de Mara e marido de Adi Koila Nailatikau, que era um dos reféns de Speight) como primeiro-ministro, mas retirou a indicação no dia seguinte. Foi somente em 4 de julho que ele realmente nomeou um primeiro-ministro, Laisenia Qarase (que permaneceu no cargo até ser deposto do poder por outro golpe em dezembro de 2006). Os rebeldes, ainda mantendo reféns, encenaram uma série de incidentes em todo o país, cortando o fornecimento de energia de Suva em 6 de julho e invadindo uma base do exército na ilha de Vanua Levu e trocando tiros com os militares em Suva no dia seguinte.

## O governo de Iloilo
O governo militar interino assinou um acordo com Speight em 9 de julho, concedendo-lhe imunidade de acusação e uma revisão da constituição em troca da libertação dos reféns. Nove foram libertados em 12 de julho e os outros, incluindo Chaudhry, em 13 de julho. Ratu Josefa Iloilo foi empossado como Presidente no mesmo dia, com Ratu Jope Seniloli como Vice-Presidente. A nomeação de Seniloli, um apoiador dos rebeldes que se empossou como presidente a mando de Speight, foi vista como um gesto de apaziguamento às forças rebeldes.
Em 27 de julho, Speight juntamente com dois auxiliares, um guarda-costas e 369 apoiadores, foram presos. O governo renegou o acordo que concedia a Speight imunidade de acusação, com Bainimarama dizendo que os militares o assinaram "sob pressão".

## Consequências
Dois motins dentro das forças militares ocorreram durante o golpe civil. O primeiro no quartel de Sukunaivalu em 7 de julho e o segundo no quartel Queen Elizabeth em 2 de novembro. Este último causou a morte de oito pessoas.
Em 15 de novembro, o Supremo Tribunal declarou que o governo interino era ilegal. Mara permaneceu como legítimo; O Parlamento não havia sido dissolvido, mas apenas suspenso, e agora deveria ser convocado novamente e, por implicação, Chaudhry continuava sendo o primeiro-ministro legítimo. Como Mara não estava exercendo suas funções, porém, Iloilo estava exercendo devidamente as prerrogativas do cargo em seu lugar. Mara depois resignaria oficialmente, com sua renúncia retroativa a 29 de maio. O governo Qarase recorreu da decisão do tribunal; em 1 de março de 2001, o Tribunal de Apelação confirmou a decisão do Tribunal Superior que restabeleceu a constituição. O governo aceitou a decisão.